# Краварско
Краварско је насељено место и средиште општине у Туропољу, Загребачка жупанија, Хрватска. До нове територијалне организације подручје општине налазило се у саставу бивше велике општине Велика Горица, осим насељеног места Пустике, које се налазило у саставу бивше велике општине Сисак.

## Становништво
На попису становништва 2011. године, општина Краварско је имала 1.987 становника, од чега у самом Краварском 557.

## Попис1991.
На попису становништва 1991. године, насељено место Краварско је имало 480 становника, следећег националног састава:
| Попис 1991.‍  | Попис 1991.‍  | Попис 1991.‍ | Попис 1991.‍ | Попис 1991.‍ |
| ------------ | ------------ | ----------- | ----------- | ----------- |
|              |              |             |             |             |
| Хрвати       | Хрвати       |             | 465         | 96,87%      |
| Срби         | Срби         |             | 5           | 1,04%       |
| Чеси         | Чеси         |             | 1           | 0,20%       |
| неопредељени | неопредељени |             | 5           | 1,04%       |
| регион. опр. | регион. опр. |             | 1           | 0,20%       |
| непознато    | непознато    |             | 3           | 0,62%       |
| укупно: 480  |              |             |             |             |